# Elektroinfo
Elektroinfo – czasopismo branżowe wydawane od stycznia 2001 roku. Ukazuje się około 10 numerów rocznie w nakładzie około 9500 egzemplarzy. 
Jest czasopismem specjalistycznym poświęconym zagadnieniom związanym z elektroenergetyką i elektrotechniką, które prezentuje w sposób przystępny i łatwy do wykorzystania w praktyce przez projektantów instalacji elektrycznych i elektroinstalatorów.